# タンボマチャイ

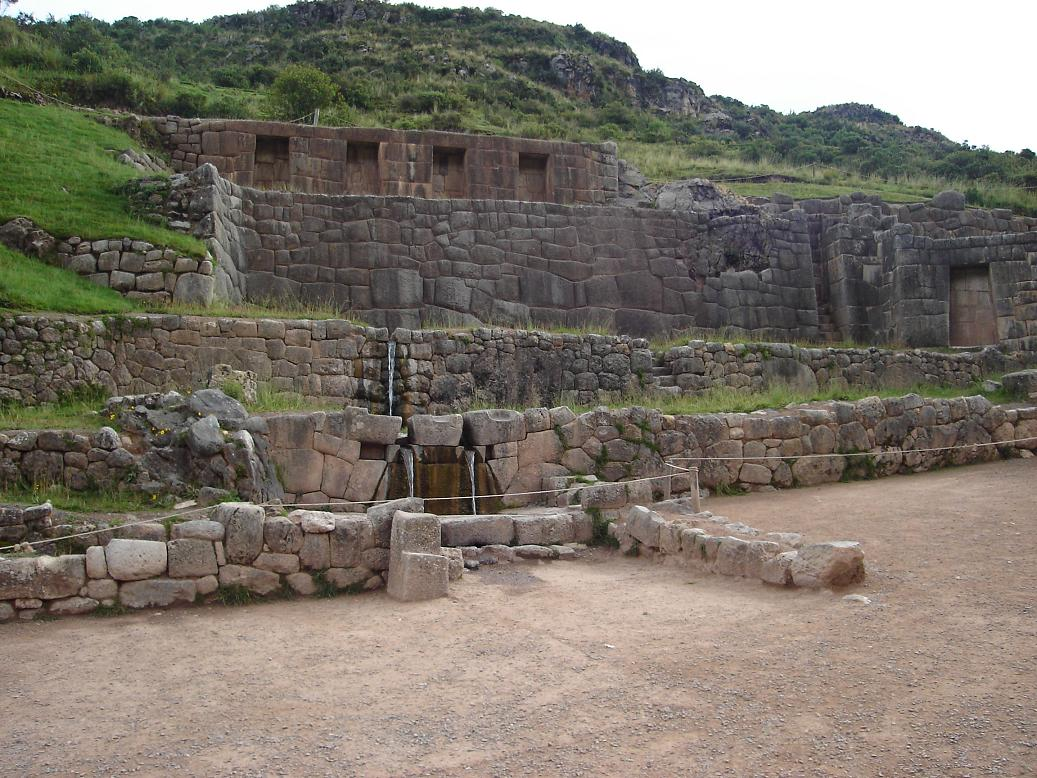
タンボマチャイの沐浴場（2007年2月撮影）

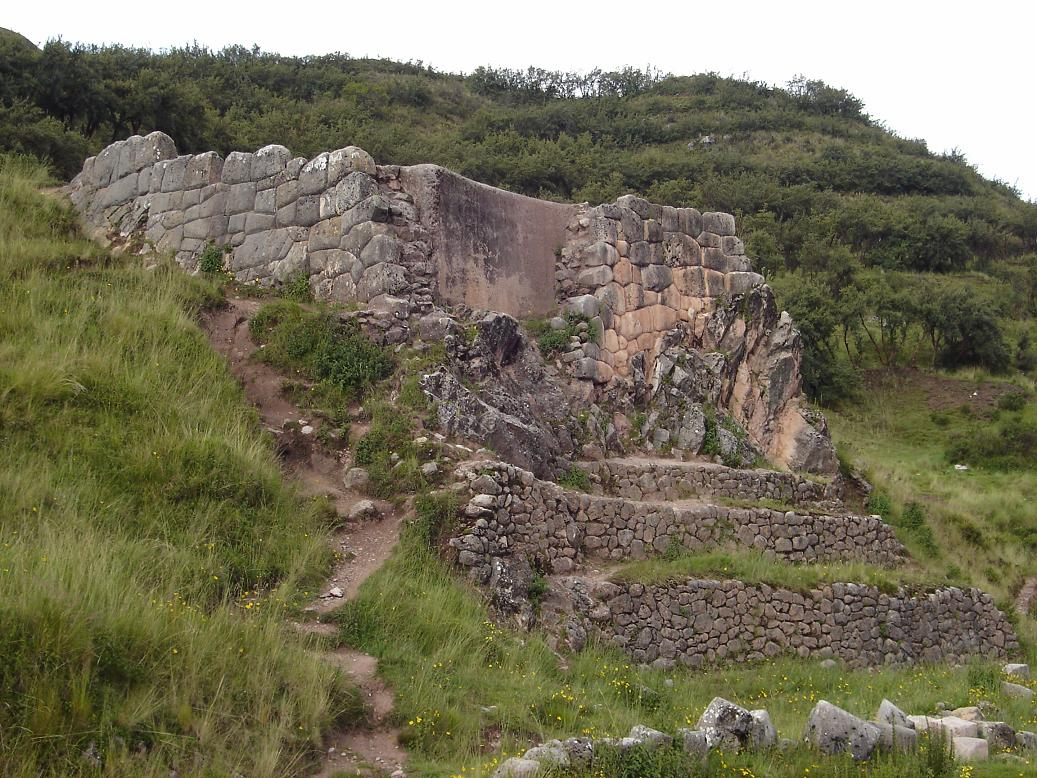
タンボマチャイの見張り台（2007年2月撮影）

タンボマチャイ（西:Tambomachay）は、ペルー共和国のクスコ市近郊にあるインカ時代の遺跡。

## 概要
スペイン語の「タンボマチャイ(Tambomachay)」は、インカの公用語であるケチュア語の「tanpu mach'ay」からの音写で、「tanpu」は宿泊施設、「mach'ay」休息所という意味。「聖なる泉」とも呼ばれる。
小規模な谷の一方の斜面に石組みによって建設された沐浴場、もう一方の斜面に見張り台が残る。沐浴場は4段に分かれた階段状の構造で、下部の低い2段がプレ・インカ時代の遺構である。それよりも明らかに洗練された石組みがはっきり見られる上部の2段がインカ時代のもの。下から3段目の壁面には、インカ独特に技法によって、クスコの方向を指す皇帝の右腕がかたどられた石組みが見られる。同じく3段目の向かって右側には、皇帝の脱衣場とされるくぼみがある。沐浴場の名前のとおり絶えることの無く清水が湧き出しているが、水源については未だ解明されていない。インカの人はサイフォンの原理を知っていたため、これを利用してどこからか水を引いているとする説が有力である。向かって左側が男性用、右側が女性用の泉と呼ばれる。
やや湾曲した谷のカーブの外側に当たる方の斜面に立つ見張り台からは、谷の出口にあるプカ・プカラに向かって視界が開けている。プカ・プカラに駐留する見張り要員との間で互いに旗信号を使用して連絡を取り、沐浴する皇帝を護衛する任務にあたった。

## 歴史
インカ帝国では、水が聖なるものとして崇拝の対象となっていた。タンボマチャイが本格的に整備されたのは、第10代インカ皇帝トゥパック・インカ・ユパンキ（在位1471年-1493年）の時代である。

## その他
- かつては細い山道によって谷の入り口と結ばれているだけであったが、近年、自動車も通行可能なほどの立派な道路が遺跡のすぐ手前まで建設された。ただし、2007年2月現在車両通行止めであったが、2007年12月には解除されており、クスコで利用される中型観光バスは遺跡入り口のところまで行くことができる。